# Haute Galilée (conseil régional)
Le Conseil Régional de Haute Galilée  (hébreu hébreu : מוֹעָצָה אֲזוֹרִית הַגָּלִיל הַעֶלְיוֹן, translit. Mo'atza Azorit HaGalil HaElyon) est un conseil régional , bordée par la Mevo ot HaHermon Conseil Régional et le Golan Conseil Régional, ainsi que d'une frontière avec le sud - Liban.
La municipalité a une population de 15 500 et est dirigé par Giora Salz depuis décembre 2012, à la suite de 14 ans par le vétéran Aharon Valenci. Son siège social est situé à Kiryat Shmona, une ville indépendante non inclus dans la compétence du conseil.

## Les communautés
Le conseil se compose de 29 kibboutz :
| - Ami ad - Amir - Ayelet HaShahar - Bar'am - Dan - Dafna - Gadot - Gonen | - HaGoshrim - Hulata - Kadarim - Kfar Blum - Kfar Giladi - Kfar HaNassi - Kfar Szold | - Lehavot HaBashan - Mahanayim - Malkia - Manara - Ma'ayan Barukh - Misgav Suis - Neot Mordechai | - Sasa - Sde Nehemia - Shamir - Snir - Tzivon - Yiftah - Yir on |